# Psittaculidae
Psittaculidae (лат.) — семейство птиц из отряда попугаеобразных. Восстановлено в 2012 году.
Обитают в Старом Свете: Африка, тропическая Азия, а также в Австралии и Океании.
Это семейство было включено в The Clements Checklist of Birds of the World в 2014 году и в International Ornithologists' Union.

## Классификация
В семейство включают 202 вида в 54 родах.
- Подсемейство не определено, incertae sedis
  - † Род маскаренских попугаев, Mascarinus — 1 вид
  - † Род ширококлювых попугаев, Lophopsittacus — 1 вид
  - † Род родригессовых попугаев, Necropsittacus — 1 вид

### Подсемействощетиноголовых попугаев(Psittrichasinae)
- Род орлиных попугаев, Psittrichas — 1 вид

### Подсемейство Coracopseinae
- Род ваз, Coracopsis — 4 вида

### Подсемейство Platycercinae
- Триба плоскохвостых попугаев[5], Platycercini
  - Род блестящих попугаев, Prosopeia — 3 вида
  - Род рогатых попугаев, Eunymphicus — 2 вида
  - Род какарики, Cyanoramphus — 11 видов
  - Род розелл, Platycercus — 6 видов
  - Род барнардовых попугаев, Barnardius — 1 вид
  - Род красношапочных попугаев, Purpureicephalus — 1 вид
  - Род ласточковых попугаев, Lathamus — 1 вид
  - Род плоскохвостых попугаев, Psephotus — 1 вид
  - Род Northiella — 2 вида
  - Род Psephotellus — 4 вида
- Триба Pezoporini
  - Род земляных попугаев, Pezoporus — 2 вида
  - Род травяных попугайчиков, Neophema — 6 видов
  - Род Neopsephotus — 1 вид

### Подсемейство Psittacellinae
- Род ошейниковых попугаев, Psittacella

### Подсемействолори(Loriinae)
- Триба Loriini
  - Род белоспинных лори, Pseudeos — 2 вида
  - Род блестящих лори, Chalcopsitta — 3 вида
  - Род девичьих лори, Vini — 11 видов
  - Род клинохвостых лорикетоы, Psitteuteles — 1 вид
  - Род красных лори, Eos — 6 видов
  - Род лори-гуа, Neopsittacus — 2 вида
  - Род лори-отшельников, Phigys
  - Род лорикетов, Trichoglossus — 10 видов
  - Род Saudareos — 5 видов
  - Род Glossoptilus — 1 вид
  - Род мускусных лорикетов, Glossopsitta — 1 вид
  - Род новогвинейских горных лори, Oreopsittacus — 1 вид
  - Род Charminetta — 1 вид
  - Род Hypocharmosyna — 2 вида
  - Род Charmosynopsis — 2 вида
  - Род Synorhacma — 1 вид
  - Род украшенных лори, Charmosyna — 3 вида
  - Род Charmosynoides — 1 вид
  - Род широкохвостых лори, Lorius — 6 видов
  - Род Parvipsitta — 2 вида
- Триба Melopsittacini
  - Род волнистых попугайчиков, Melopsittacus — 1 вид
- Триба фиговых попугаев[5], Cyclopsittini
  - Род фиговых попугайчиков, Cyclopsitta — 4 вида
  - Род карликовых попугаев, Psittaculirostris — 3 вида

### Подсемейство Agapornithinae
- Род филиппинских толстоклювых попугаев, Bolbopsittacus — 1 вид
- Род висячих попугайчиков, Loriculus — 15 видов
- Род неразлучников, Agapornis — 9 видов

### ПодсемействоPsittaculinae
- Триба Polytelini
  - Род королевских попугаев, Alisterus — 3 вида
  - Род краснокрылых попугаев, Aprosmictus — 2 вида
  - Род роскошных попугаев, Polytelis — 3 вида
- Триба клинохвостых попугаев, Psittaculini
  - Род красноплечих попугайчиков, Psittinus — 2 вида
  - Род попугаев Жоффруа, Geoffroyus — 3 вида
  - Род ракетохвостых попугаев, Prioniturus — 10 видов
  - Род благородных попугаев, Tanygnathus — 5 видов
  - Род благородных зелёно-красных попугаев, Eclectus — 5 видов
  - Род кольчатых попугаев, Psittacula — 16 видов
  - Род Psittacella — 4 вида
- Триба дятловых попугаев, Micropsittini
  - Род дятловых попугайчиков, Micropsitta — 6 видов